# گرگزتازه یل
گرگزتازه یل روستایی در دهستان جیرانسو بخش مرکزی شهرستان مانه و سملقان استان خراسان شمالی ایران است.

## جمعیت
بر پایه سرشماری عمومی نفوس و مسکن در سال ۱۳۹۵ جمعیت این مکان ۶۴۰ نفر (۱۵۴خانوار) بوده‌است.